# Salon indien du Grand Café
Il Salon indien du Grand Café è un rinomato caffè di Parigi, che si trova nel 9º arrondissement, sul boulevard des Capucines, e che tuttora si chiama Le Café Lumière - Hôtel Scribe in onore di Auguste e Louis Lumière. Oggi fa parte della catena Accor Hotels.

## I fratelli Lumière
Fine 1895, un fotografo amico della famiglia Lumière, Clément Maurice, affitta per i fratelli la sala per la proiezione. Trentatré spettatori meravigliati assistono alla prima proiezione cinematografica pubblica al costo di un franco. La stampa invitata disertò la proiezione, ma poco dopo si formò una calca di 2.000 persone che volevano entrare nella sala.
I film proiettati furono:
1. La Sortie de l'usine Lumière à Lyon
2. La Voltige
3. La Pêche aux poissons rouges
4. Le Débarquement du congrès de photographie à Lyon
5. Les Forgerons
6. L'Arroseur arrosé
7. Le Repas de bébé
8. Le Saut à la couverture
9. La Place des Cordeliers à Lyon
10. La Mer (Baignade en mer)

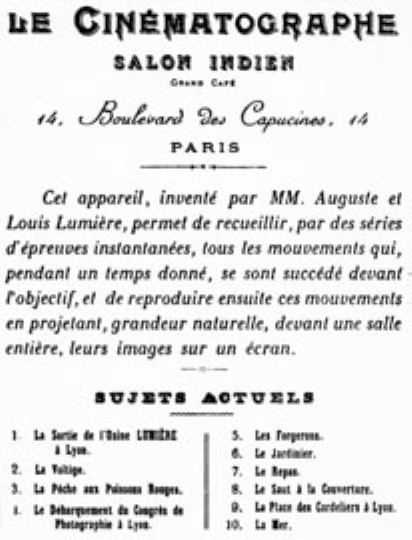
Programma della proiezione
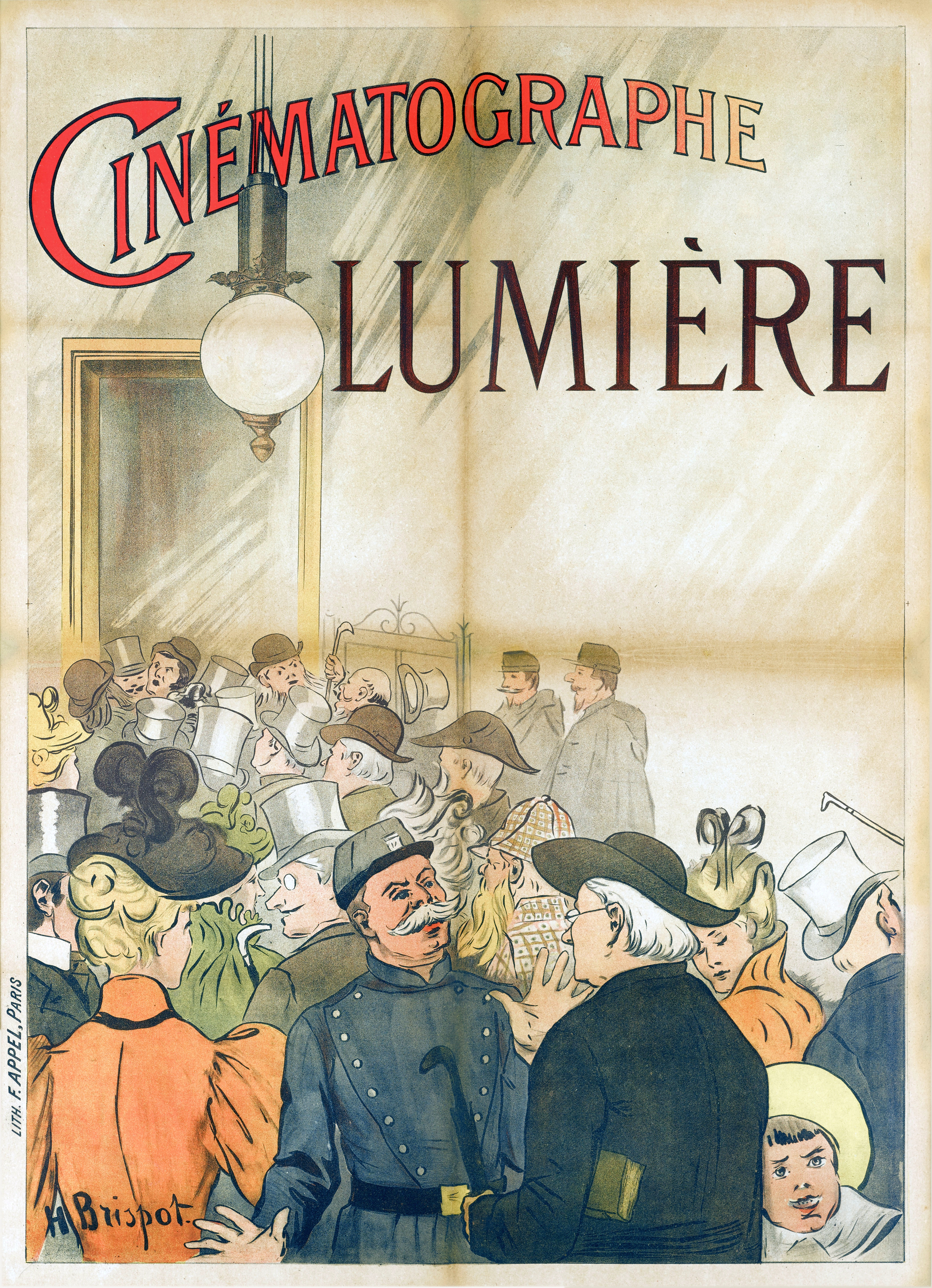
Celebre pubblicità del Cinématographe Lumière
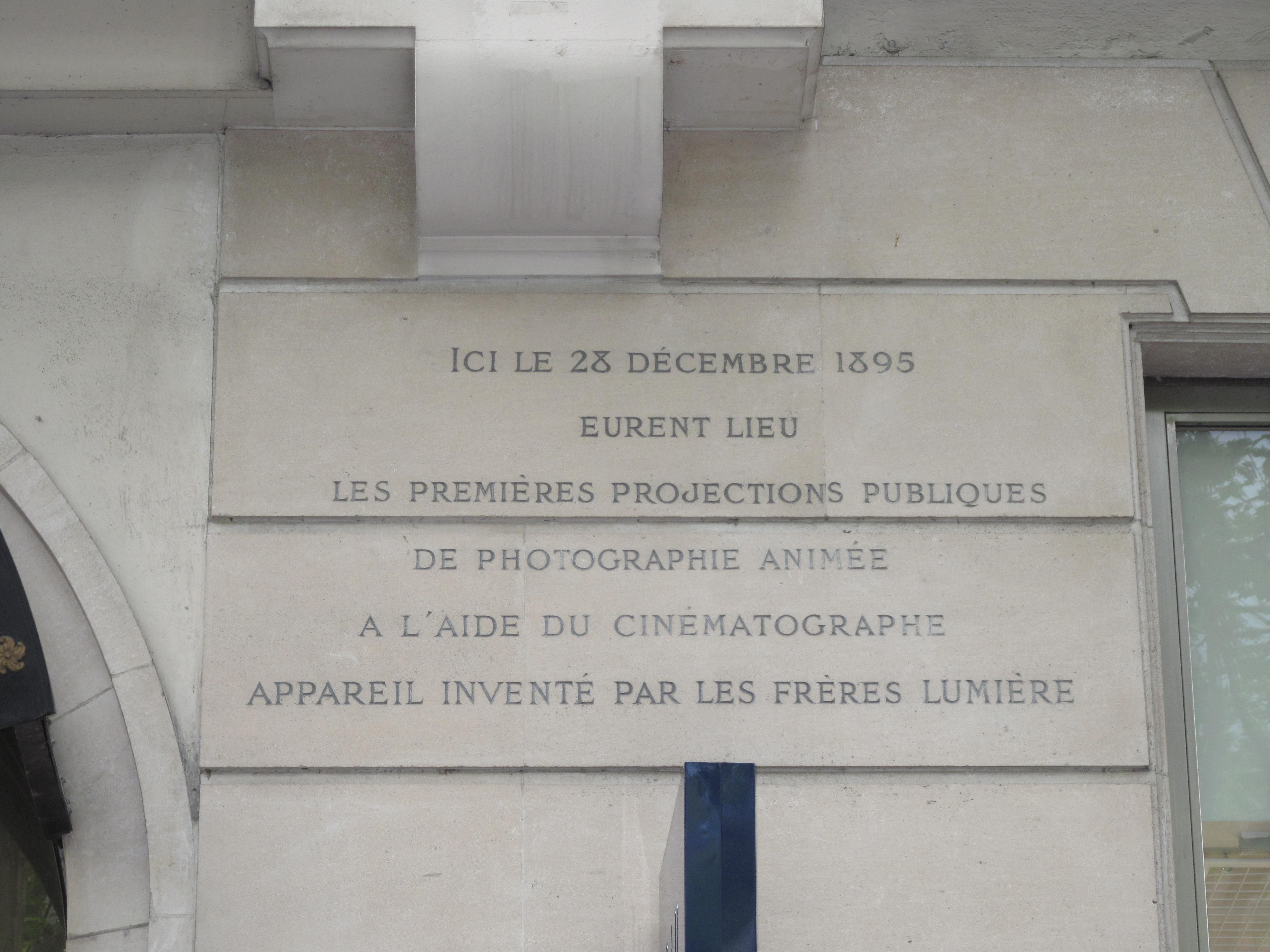
Targa commemorativa della prima proiezione cinematografica